# Greetham, Lincolnshire
Greetham är en by i civil parish Greetham with Somersby, i distriktet East Lindsey, i grevskapet Lincolnshire, i England. Byn är belägen 5 km från Horncastle. Greetham var en civil parish fram till 1987 när blev den en del av Greetham with Somersby. Civil parish hade 85 invånare år 1961. Byn nämndes i Domedagsboken (Domesday Book) år 1086, och kallades då Granham/Gretham.